# Canton de Claret
Le canton de Claret est une ancienne division administrative française située dans le département de l'Hérault, dans l'Arrondissement de Montpellier.

## Historique
Depuis 2014, les communes du canton de Claret sont rattachées au canton de Lodève.

## Composition
| Nom                     | Code Insee | Intercommunalité           | Superficie (km2) | Population (dernière pop. légale) | Densité (hab./km2) |
| ----------------------- | ---------- | -------------------------- | ---------------- | --------------------------------- | ------------------ |
| Claret (chef-lieu)      | 34078      | CC du Grand Pic Saint-Loup | 28,27            | 1 423 (2014)                      | 50                 |
| Campagne                | 34048      | CA Lunel Agglo             | 4,84             | 315 (2014)                        | 65                 |
| Ferrières-les-Verreries | 34099      | CC du Grand Pic Saint-Loup | 17,42            | 62 (2014)                         | 3,6                |
| Garrigues               | 34112      | CA Lunel Agglo             | 4,92             | 173 (2014)                        | 35                 |
| Fontanès                | 34102      | CC du Grand Pic Saint-Loup | 8,18             | 337 (2014)                        | 41                 |
| Lauret                  | 34131      | CC du Grand Pic Saint-Loup | 6,67             | 587 (2014)                        | 88                 |
| Sauteyrargues           | 34297      | CC du Grand Pic Saint-Loup | 12,76            | 395 (2014)                        | 31                 |
| Vacquières              | 34318      | CC du Grand Pic Saint-Loup | 14,74            | 525 (2014)                        | 36                 |
| Valflaunès              | 34322      | CC du Grand Pic Saint-Loup | 21,04            | 731 (2014)                        | 35                 |

À noter que les communes de Campagne et de Garrigues ne partagent aucune limite territoriale avec les autres communes du canton.

## Représentation
De 1833 à 1848, les cantons de Claret et de Ganges n'avaient qu'un seul conseiller général. Le nombre de conseillers généraux par département était limité à 30.

### Conseillers généraux de 1833 à 2015
| Période | Période          | Identité                                                   | Étiquette          | Qualité                                                                               |
| ------- | ---------------- | ---------------------------------------------------------- | ------------------ | ------------------------------------------------------------------------------------- |
| 1833    | 1842             | Auguste Duffours (1790-1868)                               |                    | Président du Tribunal civil de Montpellier                                            |
| 1842    | 1871             | François-Frédéric Combres (1804-1874)                      | Droite monarchiste | Propriétaire du château Maire de Valflaunès                                           |
| 1871    | 1877             | Marie-Eugène Gervais                                       | Droite             | Propriétaire, ancien conseiller général du Canton des Matelles                        |
| 1877    | 1895             | Alexis Marie Antatole Combres (fils de F.F. Combres)       | Droite monarchiste | Avocat                                                                                |
| 1895    | 1898             | Joseph Olivier                                             | Républicain        | Publiciste, maire de Claret, conseiller d'arrondissement                              |
| 1898    | 1899 (décès)     | Alexis Marie Antatole Combres                              | Républicain rallié | Avocat                                                                                |
| 1900    | 1902 (décès)     | Etienne Combres                                            | Républicain        | Maire de Valflaunès                                                                   |
| 1902    | 1930 (démission) | François-Frédéric Justin                                   | Rad.               | Notaire à Claret Président du Conseil Général (1920-1922)                             |
| 1930    | 1940             | Gabriel Calmels                                            | Rad.               | Agriculteur Maire de Valflaunès (1919-1979)                                           |
|         |                  |                                                            |                    |                                                                                       |
| 1942    | 1945             | Jacques Lauriol                                            |                    | Maire de Fontanès Nommé conseiller départemental en 1942                              |
|         |                  |                                                            |                    |                                                                                       |
| 1945    | 1976             | Gabriel Calmels                                            | Rad.               | Maire de Valflaunès (1919-1979) Sénateur (1976-1979)                                  |
| 1976    | 1980 (décès)     | Maurice Justin (1905-1980) (petit-fils de François Justin) | PS                 | Avocat, Préfet des Pyrénées-Orientales puis de la Drôme Maire de Claret (1932-1945)   |
| 1980    | 2015             | Christian Jean                                             | PS                 | Agent immobilier Maire de Claret (1977-2008) Ancien Vice-président du Conseil général |

### Conseillers d'arrondissement (de 1833 à 1940)
| Période                                  | Période | Identité                              | Étiquette        | Qualité |
| ---------------------------------------- | ------- | ------------------------------------- | ---------------- | --- |
| 1833                                     | 1836    | M. Ricome                             |                  | Maire de Fontanès                                                                                           |
| 1836                                     | 1848    | M. Dumas                              |                  | Suppléant du juge de paix, puis juge de paix à Claret, propriétaire à Fontanès                              |
| 1848                                     | 1871    | Étienne-Charles Blouquier (1805-1900) |                  | Négociant à Montpellier, propriétaire du château d'Algues à Lasalle (Gard)                                  |
| 1871                                     | 1895    | Joseph Olivier                        | Républicain      | Publiciste, journaliste, maire de Claret                                                                    |
|                                          |         |                                       |                  | |
| 1910                                     | 1922    | Marcelin Doumergue                    | Républicain      | Adjoint au maire de Lauret                                                                                  |
| 1922                                     | 1934    | Ambroise Duverdier                    | Bloc républicain | Maire de Vacquières                                                                                         |
| 1934                                     | 1940    | Jean Baumel                           |                  | Avocat près la Cour d'appel de Montpellier                                                                  |
| 1940                                     |         |                                       |                  | Les conseils d'arrondissement ont été suspendus par la loi du 12 octobre 1940 et n'ont jamais été réactivés |
| Les données manquantes sont à compléter. |         |                                       |                  | |

## 2 photos du canton
|  |  |

## Monuments ou sites
| - Site de l'Hortus, résurgences de Lafoux (Claret) et de Gorniès (Ferrières-les-Verreries) - Ancienne verrerie de Couloubrines (Ferrières-les-Verreries) | - Verrerie d'Art de Claret |

## Démographie
| 1962  | 1968  | 1975  | 1982  | 1990  | 1999  | 2006  | 2011  | 2012  |
| ----- | ----- | ----- | ----- | ----- | ----- | ----- | ----- | ----- |
| 1 553 | 1 529 | 1 435 | 1 797 | 2 543 | 3 343 | 3 968 | 4 302 | 4 392 |